# Vitryssland i olympiska vinterspelen 2010
Vitryssland deltog med 49 aktiva under de olympiska vinterspelen 2010 i Vancouver, Kanada.

## Medaljer
| Vitryssland i vinter-OS 2010 Vancouver | Vitryssland i vinter-OS 2010 Vancouver | Vitryssland i vinter-OS 2010 Vancouver | Vitryssland i vinter-OS 2010 Vancouver | Vitryssland i vinter-OS 2010 Vancouver |
| Medaljer                               | Utövare                                | Sport                                  | Gren                                   |                                        |
| -------------------------------------- | -------------------------------------- | -------------------------------------- | -------------------------------------- | -------------------------------------- |
| Guld                                   | Aljaksej Hrysjyn                       | Freestyle                              | Herrarnas hopp                         |                                        |
| Silver                                 | Sjarhej Novikaŭ                        | Skidskytte                             | Distans herrar                         |                                        |
| Brons                                  | Darja Domratjeva                       | Skidskytte                             | Distans damer                          |                                        |

## Uttagna till OS-truppen
| Namn                    | Kön | Sport                                      |
| ----------------------- | --- | ------------------------------------------ |
| Lizaveta Kuzmenka       | D   | Alpin skidåkning (2 aktiva)                |
| Marija Sjkanova         | D   | Alpin skidåkning (2 aktiva)                |
| Nastasja Dubarezava     | D   | Backhoppning (6 aktiva)                    |
| Ekaterina Rudakova      | D   | Backhoppning (6 aktiva)                    |
| Alena Sannikova         | D   | Backhoppning (6 aktiva)                    |
| Olga Vasiljonok         | D   | Backhoppning (6 aktiva)                    |
| Siarhej Dalidovitj      | H   | Backhoppning (6 aktiva)                    |
| Leanid Karnijenka       | H   | Backhoppning (6 aktiva)                    |
| Assoli Slivets          | D   | Freestyle (6 aktiva)                       |
| Alla Tsuper             | D   | Freestyle (6 aktiva)                       |
| Dzmitryj Dasjtjynski    | H   | Freestyle (6 aktiva)                       |
| Aljaksej Hrysjyn        | H   | Freestyle (6 aktiva)                       |
| Anton Kusjnir           | H   | Freestyle (6 aktiva)                       |
| Timofej Slivets         | H   | Freestyle (6 aktiva)                       |
| Vitali Koval            | H   | Ishockey (23 aktiva)                       |
| Maksim Maljutin         | H   | Ishockey (23 aktiva)                       |
| Andrej Mezin            | H   | Ishockey (23 aktiva)                       |
| Andrej Antonov          | H   | Ishockey (23 aktiva)                       |
| Andrej Basjko           | H   | Ishockey (23 aktiva)                       |
| Vladimir Denisov        | H   | Ishockey (23 aktiva)                       |
| Viktor Kostiutjenok (A) | H   | Ishockey (23 aktiva)                       |
| Ruslan Salej (C)        | H   | Ishockey (23 aktiva)                       |
| Nikolaj Stasenko        | H   | Ishockey (23 aktiva)                       |
| Vadim Susjko            | H   | Ishockey (23 aktiva)                       |
| Aljaksandr Syrej        | H   | Ishockey (23 aktiva)                       |
| Oleg Antonenko          | H   | Ishockey (23 aktiva)                       |
| Sergej Demagin          | H   | Ishockey (23 aktiva)                       |
| Michail Grabovskij      | H   | Ishockey (23 aktiva)                       |
| Aleksej Kaljuzjnij      | H   | Ishockey (23 aktiva)                       |
| Konstantin Koltsov      | H   | Ishockey (23 aktiva)                       |
| Andrej Kostitsyn        | H   | Ishockey (23 aktiva)                       |
| Sergej Kostitsyn        | H   | Ishockey (23 aktiva)                       |
| Aleksandr Kulakov       | H   | Ishockey (23 aktiva)                       |
| Andrej Michalev         | H   | Ishockey (23 aktiva)                       |
| Andrej Stas             | H   | Ishockey (23 aktiva)                       |
| Aleksej Ugarov (A)      | H   | Ishockey (23 aktiva)                       |
| Sergej Zadelenov        | H   | Ishockey (23 aktiva)                       |
| Svetlana Radkevich      | D   | Höghastighetsåkning på skridskor (1 aktiv) |
| Darja Domratjeva        | D   | Skidskytte (10 aktiva)                     |
| Ljudmila Kalintjyk      | D   | Skidskytte (10 aktiva)                     |
| Olga Kudrjasjova        | D   | Skidskytte (10 aktiva)                     |
| Olga Nazarova           | D   | Skidskytte (10 aktiva)                     |
| Nadezjda Skardino       | D   | Skidskytte (10 aktiva)                     |
| Evgenij Abramenko       | H   | Skidskytte (10 aktiva)                     |
| Sjarhej Novikaŭ         | H   | Skidskytte (10 aktiva)                     |
| Michail Siamjonau       | H   | Skidskytte (10 aktiva)                     |
| Aleksandr Syman         | H   | Skidskytte (10 aktiva)                     |
| Rustam Valljulin        | H   | Skidskytte (10 aktiva)                     |